# Légende et réalité de Casque d'Or

Légende et réalité de Casque d'Or est une bande dessinée d'Annie Goetzinger publiée en 1976 par les éditions Jacques Glénat. Tout comme le film classique Casque d'Or (1952), c'est une évocation romancée de la vie d'Amélie Élie (1878-1933), prostituée de la Belle Époque au cœur d'une lutte sanglante entre malfrats de la capitale. Si le trait élégant et le découpage méticuleux de la jeune Goetzinger lui permettent de représenter avec talent le destin de cette femme d'exception, son récit possède cependant quelques faiblesses narratives.
Récompensé par le prix de la meilleure œuvre réaliste française lors du festival d'Angoulême 1977 alors que c'est le premier album de son auteure, Légende et réalité de Casque d'Or lui permet d'être remarquée par Victor Mora et Pierre Christin, qui entament une fructueuse collaboration avec elle. Première femme récompensée par ce prix, Goetzinger reste en 2017 son plus jeune récipiendaire.

## Prix
- 1977 : prix de la meilleure œuvre réaliste française au Festival international de la bande dessinée d'Angoulême